# Burning the Masses
Burning the Masses (englisch für „Die Massen verbrennen“) ist eine 2006 gegründete Death-Metal-Band aus San Diego, USA.

## Bandgeschichte
Burning the Masses wurde 2005 in San Diego, Kalifornien gegründet. Nachdem die Band 2006 ihre erste EP Volatile Existence selbst herausgebracht hatte, wurde das Label Mediaskare Records auf die Band aufmerksam und nahm sie unter Vertrag. Die EP wurde neu aufgenommen und veröffentlicht.
2008 erschien ihr erstes Album Mind Control bei Mediaskare Records, welches sowohl Metalcore-Elemente als auch progressive Merkmale des Technical Death Metal enthielt.
Am 23. November 2010 veröffentlichte die Band ihr zweites Album Offspring of Time, welches noch stärker im Technical Death Metal und Deathcore angesiedelt ist und völlig auf Metalcore-Einflüsse verzichtet. Im Dezember 2010 spielte die Band auf dem zum dritten Mal stattfindenden December Decimation Festival zusammen mit Bands wie Winds of Plague, As Blood Runs Black und Carnifex.

## Diskographie
- 2006: Volatile Existence (Album, Mediaskare Records)
- 2008: Mind Control (Album, Mediaskare Records)
- 2010: Offspring of Time (Album, Mediaskare Records)